# 장기오
장기오(張基梧, 1932년 2월 3일 ~ )는 대한민국의 군인, 정치인, 국영기업가이다.

## 생애

### 일생
본관은 인동(仁同)이고 아호(雅號)는 운정(雲汀)이며 서울 출생이다.
그는 1958년 창설된 특전사의 전신인 공수특전단의 창설 멤버로 차지철 대위(육군 갑종 포병 간부 임관), 전두환 대위(육사 11기), 박희도 대위(육사 12기), 최세창 중위(육사 13기)와 함께 1958년 미국에 유학하여 특수레인저 코스를 수료하고 대한민국 국군 최초로 윙뱃지를 달았던 군인으로도 유명하다. 이에 아울러 그는 육군사관학교 12기 출신으로 하나회의 일원이었다.
육군 중장 예편 이후 총무처 장관을 역임하였고 1996년 12·12 군사 반란이 문민 정부에 의하여 사법처리가 확실시되자 미국으로 도피했다 1997년 12월 22일 12·12 군사 반란 가담자가 사면된 뒤 대한민국과 미국의 범죄인 인도 협정이 발효될 예정을 보이자 1998년 귀국해 자수했다.

### 주요 경력
- 1975년 육군 수도사단 예하 연대장(당시 육군 대령 신분).
- 1976년 육군 수도사단 예하 연대장 재직 시에 육군 준장 진급.
- 1977년 육군 특전사령부 작전처 처장.
- 1978년 육군 특전사령부 예하 공수여단장.
- 1981년 육군 수도사단 사단장 보임과 동시에 육군 소장 진급.
- 1983년 국방부 특명검열단 단장.
- 1984년 육군 수도군단 군단장 보임과 동시에 육군 중장 진급.
- 1985년 육군 교육사령부 사령관.
- 1986년 제10대 총무처 차관(1986년 12월 5일을 기하여 육군 중장 신분으로 총무처 차관 직책에 보임).
- 1987년 총무처 차관 직책에 재직 시절 육군 중장 예편(1987년 1월 6일).
- 1987년 제9대 총무처 장관(1987년 7월 14일).
- 1987년 민주정의당 대표상무행정위원 겸직(1987년 11월 29일).
- 1988년 민주정의당 대표상무행정위원 직위 퇴임과 동시에 민주정의당 탈당(1988년 1월 9일).
- 1988년 총무처 장관 직위 퇴임(1988년 2월 24일).
- 1988년 신민주공화당 당무위원.
- 1989년 신민주공화당 당무위원 직위 퇴임.
- 1989년 한국근로복지공사 이사장.
- 1993년 한국근로복지공사 이사장 직위 퇴임.

### 학력
- 서울공업고등학교 졸업
- 육군사관학교 12기 공학사
- 동국대학교 행정학과 학사
- 미국 육군보병학교 졸업
- 미국 육군특수전학교 졸업
- 미국 육군야전포병학교 졸업
- 미국 육군 레인저 스쿨 졸업
- 대한민국 육군보병학교 졸업
- 대한민국 육군기갑학교 졸업
- 대한민국 육군포병학교 졸업
- 대한민국 육군공병학교 졸업
- 국방대학교 행정학사 13기(1968년)
- 동국대학교 대학원 산업공학과 공학석사
- 동국대학교 행정대학원 행정학 석사

#### 비학위 수료
- 서울대학교 경영대학원 최고경영자과정 수료
- 충남대학교 행정대학원 지방행정과정 수료

## 미디어 매체
- 한창현 - 2023년 영화 《서울의 봄》